# Gloire Lyonnaise
'Gloire Lyonnaise' est un cultivar de rosier obtenu en 1884 par le fameux obtenteur lyonnais Jean-Baptiste Guillot. Il serait issu d'un croisement 'Baronne A. de Rothschild' x 'Madame Falcot',. Il est toujours disponible dans les catalogues.

## Description
Ce rosier hybride remontant présente un buisson peu élevé très vigoureux et florifère exhibant des fleurs blanc crème (presque jaune pâle au cœur) semi-doubles à doubles sur de longs pédoncules. Le bois est vert brunâtre et peu épineux,. Il nécessite un emplacement ensoleillé. Il éclaire les plantes-bandes et peut être cultivé en pot.
Cette variété était fort prisée à la Belle Époque dans toute l'Europe et aux États-Unis. L'homme de lettres et dramaturge russe Anton Tchekhov, grand amateur de roses, en possédait dans le jardin de sa villa de Yalta en Crimée.
On peut l'admirer notamment à l'Europa-Rosarium de Sangerhausen et à la roseraie du Val-de-Marne de L'Haÿ-les-Roses.

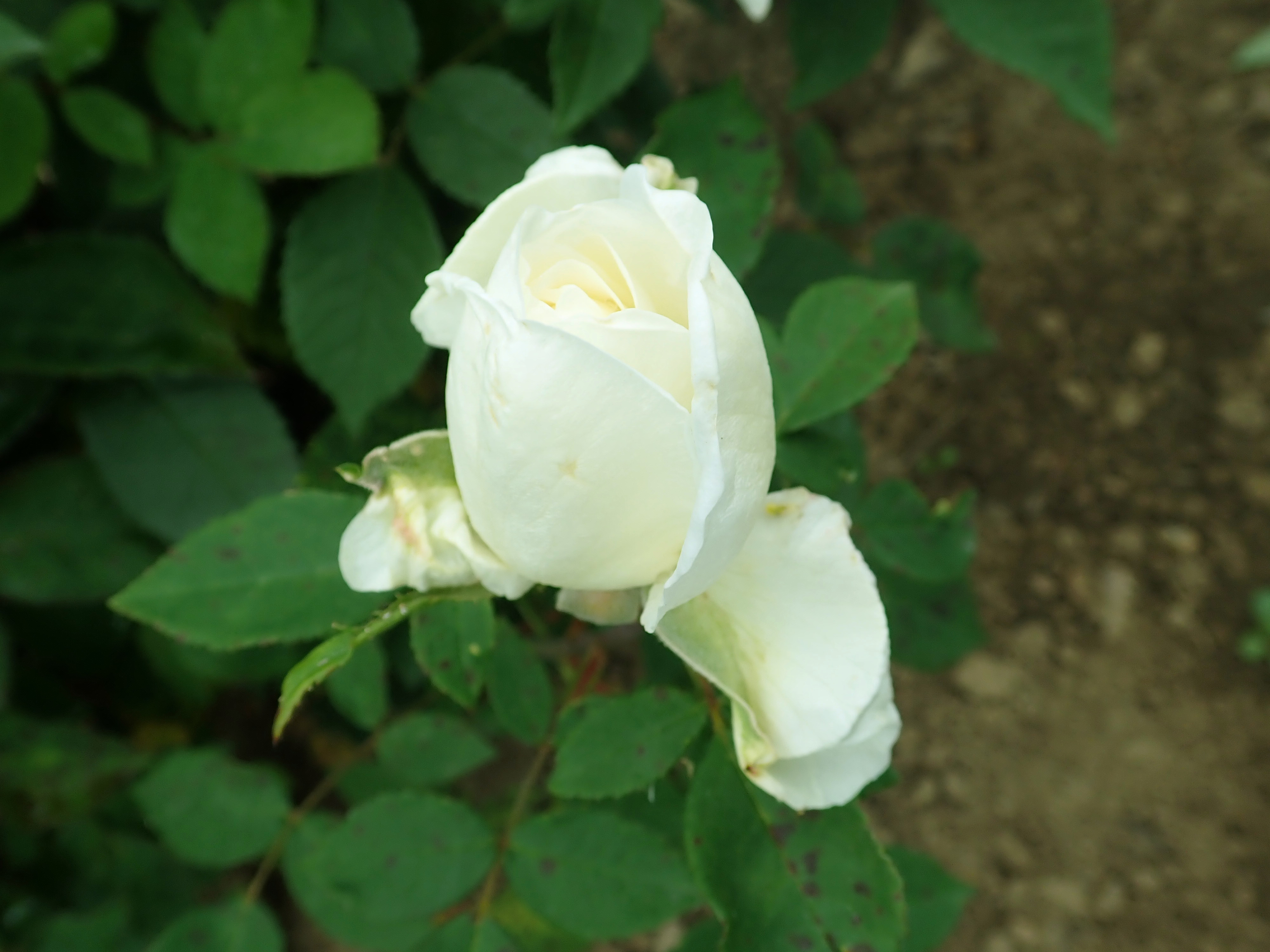
Rose 'Gloire Lyonnaise' à Sangerhausen
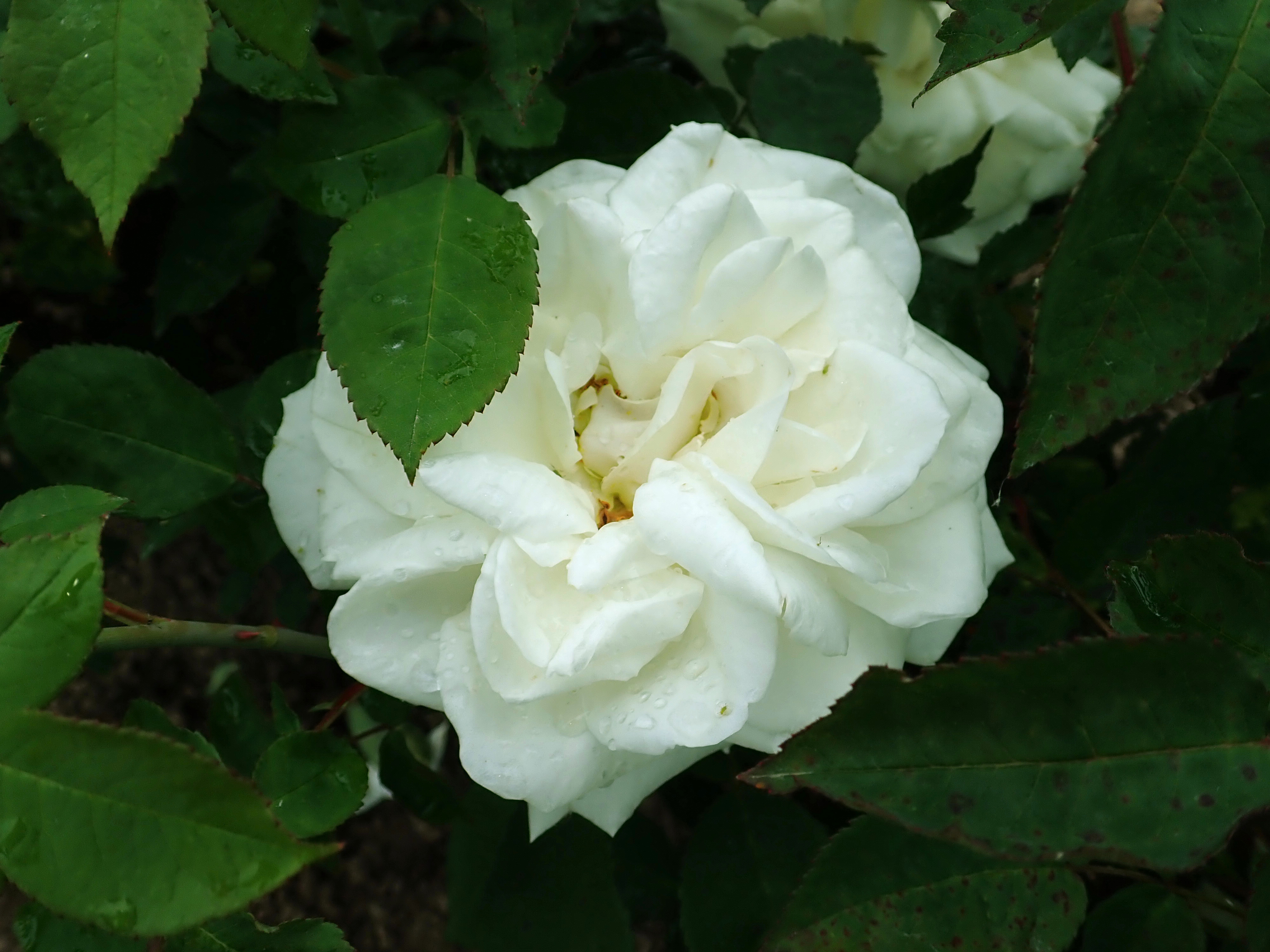
Rose épanouie
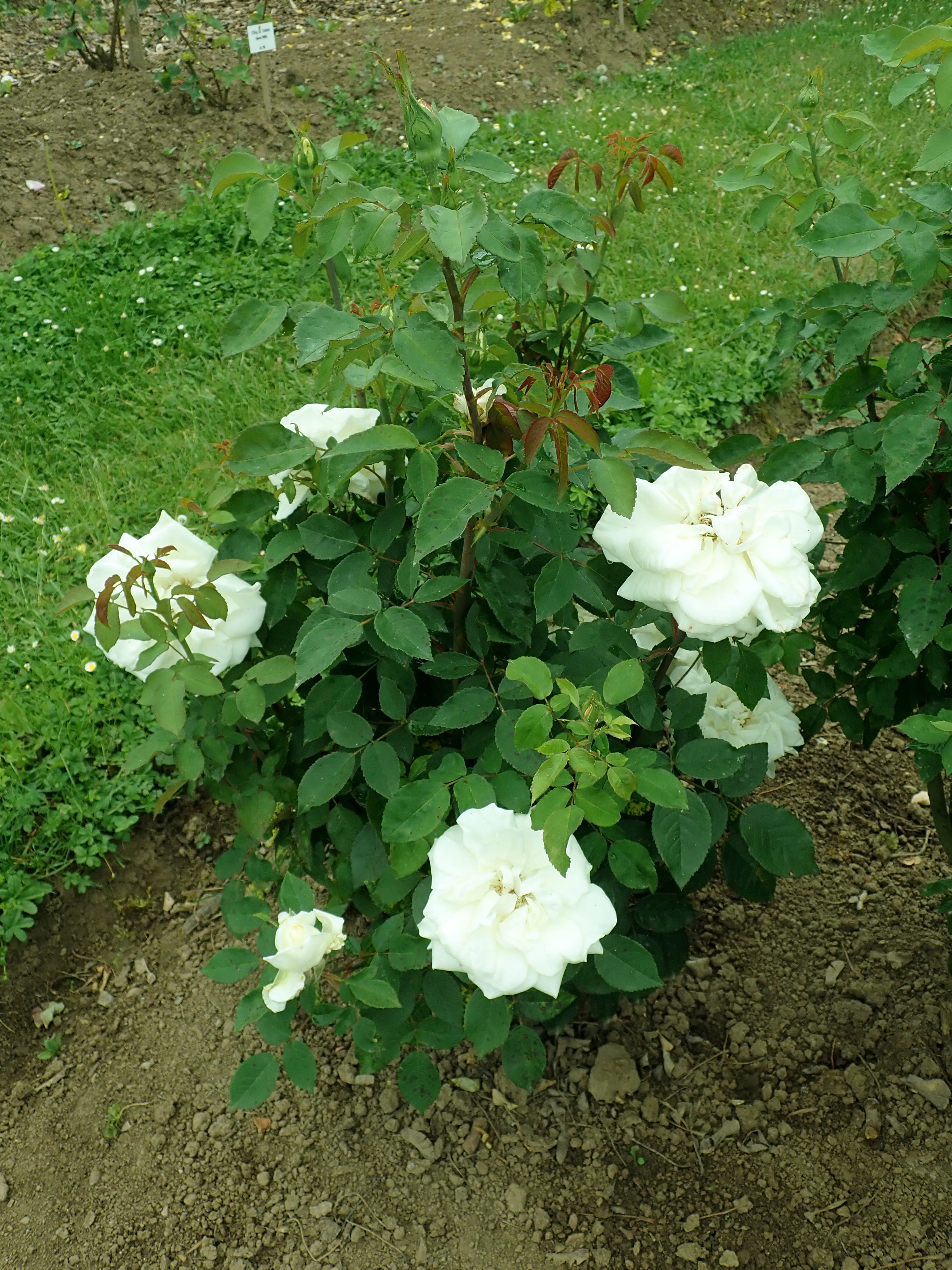
Buisson de 'Gloire Lyonnaise' début juin